# La Relève (Buffy)
Pour les articles homonymes, voir La Relève.
La Relève est le 12e épisode de la saison 7 de la série télévisée Buffy contre les vampires.

## Résumé
Buffy et Spike entraînent les Tueuses Potentielles alors que Giles est parti à Shanghai pour en ramener une autre. Pendant ce temps, Willow jette un sort pour découvrir une potentielle vivant à Sunnydale. La boule lumineuse créée par le sort vient frapper Dawn, qui se tenait devant la porte d'entrée. Effrayée par cette révélation, Dawn sort de la maison. Elle rencontre Amanda, une camarade du lycée, qui lui annonce qu'elle s'est fait attaquer par un vampire mais qu'elle a réussi à l'enfermer dans une salle de classe. Dawn décide de s'occuper du problème. Les deux jeunes filles retournent au lycée où elles sont prises en chasse par le vampire. Pendant ce temps, Buffy et Spike emmènent les potentielles dans une crypte où Buffy se bat avec un vampire avant de brusquement quitter les lieux avec Spike, laissant juste tomber un pieu au sol pour voir comment les potentielles peuvent se débrouiller seules. 
Au lycée, Dawn applique les leçons de Buffy pour trouver des moyens ingénieux de résister aux assauts du vampire mais des Bringers arrivent et s'en prennent à Amanda. Dawn comprend alors qu'elle n'est pas une potentielle mais qu'il s'agissait d'Amanda (qui se trouvait derrière la porte au moment où Willow a lancé son sortilège). Elle lui donne son arme. Amanda tue le vampire alors que Buffy, Spike et Alex arrivent à la rescousse et se chargent des Bringers. Amanda est amenée chez les Summers où elle se joint aux autres potentielles qui sont toutes excitées d'avoir tué leur premier vampire. Alex remarque la déception de Dawn de ne pas être une potentielle. Il lui remonte le moral en lui disant combien il est difficile d'être les deux seuls du groupe à être dépourvus de super-pouvoirs et qu'elle n'en est que plus digne d'admiration.

## Statut particulier
Cet épisode joue avec l'idée que Dawn pourrait être l'une des Tueuses potentielles. Pour Noel Murray, du site A.V. Club, l'épisode, beaucoup plus intéressant et amusant que les deux précédents, est à la fois « divertissant et intéressant sur le plan émotionnel », et bien réalisé sur les plans de la caractérisation des personnages et de sa thématique. Deux des rédacteurs de la BBC évoquent un épisode « habile » qui bénéficie d'une bonne interprétation de Michelle Trachtenberg alors que le troisième affirme qu'il va à l'encontre de « l'esprit de la série » en faisant passer les pouvoirs latents de la Tueuse avant tout le reste. Mikelangelo Marinaro, du site Critically Touched, lui donne la note de C+, l'épisode lui laissant un sentiment « mitigé » avec du côté positif le « formidable travail » effectué sur le personnage de Dawn, le « merveilleux dialogue » entre Alex et Dawn à la fin de l'épisode et une « intrigue raisonnablement divertissante », et du côté négatif le fait que les deux aspects de l'épisode, axés respectivement sur Dawn et l'entraînement des potentielles, « ne se mélangent pas très bien entre eux » ce qui entraîne une diminution de la tension quand l'action passe de l'un à l'autre.

## Distribution

### Acteurs et actrices crédités au générique
- Sarah Michelle Gellar : Buffy Summers
- Nicholas Brendon : Alexander Harris
- Emma Caulfield : Anya Jenkins
- Michelle Trachtenberg : Dawn Summers
- James Marsters : Spike
- Alyson Hannigan : Willow Rosenberg

### Acteurs et actrices crédités en début d'épisode
- Tom Lenk : Andrew Wells
- Iyari Limon : Kennedy
- Clara Bryant : Molly
- Indigo : Rona

### Acteurs et actrices crédités en fin d'épisode
- James Charles Leary : Clement
- Sarah Hagan : Amanda
- Felicia Day : Vi